# 천안시·천원군·아산군
천안시·천원군·아산군은 대한민국의 옛 국회의원 선거구이다. 당시 충청남도 천안시, 천원군, 아산군 지역을 관할했다.

## 역사
제9대 국회의원 선거를 앞두고 천안시·천원군 선거구와 아산군 선거구와 통합되면서 신설되었다.
1986년 1월, 아산군 온양읍이 온양시로 승격되었다. 제13대 국회의원 선거를 앞두고 소선거구제가 실시됨에 따라 천안시 선거구, 천원군 선거구, 온양시·아산군 선거구로 각각 분리되면서 폐지되었다.

## 역대 국회의원
| 선거   | 정당 | 정당       | 1위 의원 | 정당 | 정당       | 2위 의원 |
| ------ | ---- | ---------- | -------- | ---- | ---------- | -------- |
| 1973년 |      | 민주공화당 | 김종철   |      | 신민당     | 황명수   |
| 1978년 |      | 민주공화당 | 김종철   |      | 신민당     | 정재원   |
| 1981년 |      | 민주정의당 | 정선호   |      | 무소속     | 황명수   |
| 1985년 |      | 민주정의당 | 정선호   |      | 민주한국당 | 정재원   |

## 역대 선거 결과

### 대한민국 제9대 국회의원 선거
|  | 43.16% |

|  | 35.64% |

|  | 21.18% |

### 대한민국 제10대 국회의원 선거
|  | 26.27% |

|  | 24.16% |

|  | 14.62% |

|  | 11.11% |

|  | 7.37% |

|  | 6.57% |

|  | 3.89% |

|  | 3.10% |

|  | 2.87% |

|  | 0% |

### 대한민국 제11대 국회의원 선거
|  | 25.16% |

|  | 23.61% |

|  | 10.65% |

|  | 9.42% |

|  | 9.15% |

|  | 6.72% |

|  | 4.81% |

|  | 4.56% |

|  | 3.21% |

|  | 2.67% |

### 대한민국 제12대 국회의원 선거
|  | 42.42% |

|  | 30.04% |

|  | 27.52% |